# Obor hodnot

Funkce zobrazuje množinu do množiny. Definiční obor značen červeně, obor hodnot žlutě.

Obor hodnot zobrazení {\displaystyle T:X\to Y} z množiny {\displaystyle X} do množiny {\displaystyle Y} je množina všech hodnot množiny {\displaystyle Y}, kterých zobrazení {\displaystyle T} nabývá. Obecně nemusí být zobrazení {\displaystyle T} projektováno na celou množinu {\displaystyle Y}, v tom případě tvoří jeho obor hodnot podmnožinu množiny {\displaystyle Y}. Obor hodnot funkce {\displaystyle f} je množina všech hodnot, kterých funkce {\displaystyle f} nabývá.

## Definice
V matematické notaci lze obor hodnot pro zobrazení {\displaystyle T:X\to Y} zapsat následovně:
{\displaystyle R_{T}=\{y\in Y|(\exists x\in X)(T(x)=y)\}}.
Obor hodnot zobrazení {\displaystyle T} resp. funkce {\displaystyle f} se značí {\displaystyle R_{T}=R(T)} resp. {\displaystyle R_{f}=R(f)}. Pro definiční obor se v zahraniční literatuře používá označení doména, pro obor hodnot pak označení kodoména.

## Příklad
- Oborem hodnot nemusí být jen čísla, lze sestrojit zobrazení, které vezme číslo a vrátí zobrazení. Uvažujme množinu {\displaystyle {\mathcal {C}}} reálných spojitých funkcí reálné proměnné, tj. funkcí {\displaystyle f:\mathbb {R} \to \mathbb {R} } a zobrazení {\displaystyle T:\mathbb {R} \to {\mathcal {C}}}, které vezme číslo {\displaystyle a\in \mathbb {R} } a vrátí zobrazení {\displaystyle f(x)=\exp(ax)}. Hodnotou zobrazení {\displaystyle T} je tedy opět nějaké zobrazení {\displaystyle f}, které zobrazuje reálná čísla na kladná reálná čísla, tj. {\displaystyle f:\mathbb {R} \to \mathbb {R} ^{+}}.

- Ve funkcionální analýze se zavádí pojem esenciálního oboru hodnot. Pokud je na množině {\displaystyle M} daná míra {\displaystyle \mu } a {\displaystyle f} je nějaká komplexní funkce definovaná na {\displaystyle M}, tj. {\displaystyle f:M\to \mathbb {C} }, pak esenciálním oborem hodnot funkce {\displaystyle f} rozumíme množinu {\displaystyle R_{\text{ess}}(f)=\{\lambda \in \mathbb {C} |(\forall \epsilon >0)(\mu (M_{\epsilon }(\lambda ))>0)\}}, kde {\displaystyle M_{\epsilon }(\lambda )=\{x\in M|\ |f(x)-\lambda |<\epsilon \}}.